# تیلزورث
تیلزورث (به انگلیسی: Tilsworth) یک روستا و محله مدنی در بریتانیا است که در بدفوردشر= ترجمه+ پیوندها از en به fa ⇄
واقع شده‌است. تیلزورث ۳۶۰ نفر جمعیت دارد.